# Expedición de Juan García Tao (1620)

Expedición Juan Garcia Tao en 1620. Solo se muestra la ruta de ida. La línea punteada muestra la incerteza de su ruta una vez cruzado el istmo de Ofqui.

La expedición de Juan García Tao fue enviada en 1620 por el gobernador de Chile Lope de Ulloa y Lemos a reconocer las islas al sur del país y encontrar la ciudad de los Césares. Regresó el mismo año, sin lograr su cometido.
Es la primera expedición española que informa del cruce del istmo de Ofqui por tierra a través del río San Tadeo. Sin embargo, sus características más significativas permanecen aún sin conocerse, porque las descripciones no tienen la latitud del lugar.

## Motivos de la expedición
Durante los inicios de la colonia había surgido el rumor de que en la Patagonia se encontraba la Ciudad de los Césares, un espejismo que reunía todas las proyecciones coloniales españolas de riquezas, principalmente oro y plata.
Por otro lado, la Patagonia era un territorio prácticamente desconocido, inhóspito y carente de riquezas naturales u oportunidades de labranza.
En uno de los intentos por encontrar la mítica ciudad, el gobernador de Chile ordenó alistar una expedición que reconociera todas las islas del sur hasta el estrecho. Esta partida fue el complemento marítimo de otras dos expediciones terrestres enviadas al sur y al este con el mismo objetivo, las de Diego Flores de León, y de Jerónimo Luis de Cabrera.: 56